# Quemigny-Poisot
Quemigny-Poisot – miejscowość i dawna gmina we Francji, w regionie Burgundia-Franche-Comté, w departamencie Côte-d’Or. W 2013 roku populacja ówczesnej gminy wynosiła 202 mieszkańców. 
W dniu 1 stycznia 2019 roku z połączenia dwóch ówczesnych gmin – Clémencey oraz Quemigny-Poisot – powstała nowa gmina Valforêt. Siedzibą gminy została miejscowość Clémencey. 